# Uffie
Uffie, de son vrai nom Anna Catherine Hartley-Poole, née le 9 décembre 1987 à Miami, en Floride, est une chanteuse de musique électronique américaine basée à Paris.

## Biographie
Uffie est née à Miami, en Floride, sous le nom d'Anna-Catherine Hartley. Sa mère est japonaise et son père est britannique originaire de Liverpool,. Sa famille est partie avec elle à Hong Kong quand elle avait quatre ans. Elle y a passé une bonne partie de son enfance et de son adolescence.
Elle est arrivée à Paris à 15 ans. Son nom de scène Uffie vient du surnom œuf donné par son père lorsqu'elle était enfant.
En 2006, elle commence sa carrière par la production de deux singles Pop the Glock et Ready To Uff en cocréation avec son ami Louisdub sur le label français Ed Banger Records. Les deux titres contiennent une musique empruntant aussi bien à l'acid house et à l'ambient qu'au rap pour la partie vocale. Les titres d'Uffie ont été produits par les artistes français Mr. Oizo et Feadz. SebastiAn a réalisé plusieurs remixes.
Deux nouveaux titres de Uffie ont été mis en ligne en juillet 2006, Hot Chick et In Charge. Elle a participé, avec Feadz, aux Eurockéennes 2006. En février 2007, un nouveau titre Dismissed est sorti sur la compilation Ed Rec. Vol. 2 du label Ed Banger Records. En juin 2007, on la retrouve sur l'album † du groupe Justice avec la chanson Tthhee Ppaarrttyy.
Son premier clip, Pop the Glock, est sorti en septembre 2009, réalisé par Nathalie Canguilhem.
Son premier album Sex Dreams & Denim Jeans est sorti le 14 juin 2010 : il comporte une reprise de Hong Kong Garden de Siouxsie and the Banshees. Pharrell Williams apparait sur le titre ADD SUV. L'album s'est hissé 7e au classement des albums les plus téléchargés.
Uffie est entrée en studio, après la sortie de son album, avec Mirwais et prévoit de monter un groupe.
Uffie décide au début de l'année 2013 de ne pas sortir son second album, pourtant terminé depuis décembre 2012, pour se consacrer à sa famille. En octobre 2013, elle déclare via son compte Twitter vouloir mettre fin au projet « Uffie ». En effet, elle souhaite participer à de nouveaux projets, dont un projet musical, sous un nom de scène différent.
Au début de 2016, Uffie revient officiellement vers la musique et a publié plusieurs chansons et collaborations de façon indépendante. Son EP Tokyo Love Hotel sort le 22 février 2019 et est rapidement suivi par le single No Take Me Backs, plus tard remixé par son ami de longue date Feadz.

### Vie privée
Uffie entretenait une relation avec le DJ et producteur français Feadz, avec qui elle composa son premier album. En 2009, elle a donné naissance à une petite fille prénommée Henrietta, qu'elle a eue avec l'artiste franco-suédois André Saraiva, dont elle est aujourd'hui divorcée. Elle s'est remariée le 9 août 2013 avec Mason Poole, photographe pour les magazines Jalouse ou L'Officiel, notamment, et basé à Los Angeles. Elle a eu un petit garçon avec lui fin avril 2013.

## Discographie

### Autres réalisations

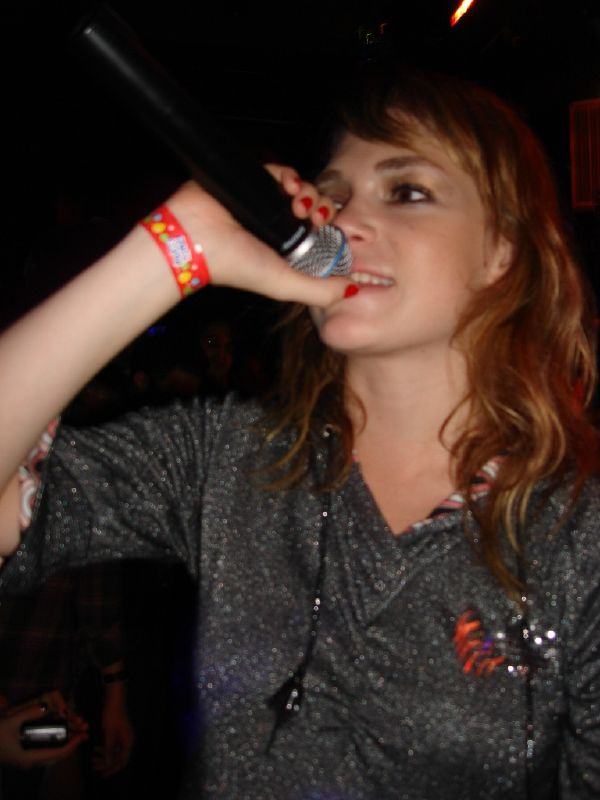
Uffie en concert à New York, en 2006

- Elle réalise sa première apparition en 2005 sur le morceau Uffie and me tiré du Forward 4 EP de Feadz.
- Le morceau Dismissed produit par Mr. Oizo, sur la compilation Ed Rec Vol. 2 du label Ed Banger Records sorti en 2007.
- On retrouve la voix de Uffie dans le morceau Tthhee Ppaarrttyy de Justice, sur leur premier album † sorti en 2007. Une version alternative existe et utilise une instrumentale produite par Curtis Vodka. Cette même instrumentale figure sur un titre nommé Body Bass.
- Fais Rentrer Les Euros (Feadz Uptempo Mix) par M.I.T.C.H. (octobre 2007).
- Low Life (LA Riots Remix) de Scanners, sur le mix Pillowface And His Airplane Chronicles de Steve Aoki, reprenant une partie des paroles de Body Bass.
- Le morceau Robot Œuf, sur la compilation Ed Rec Vol. 3 du label Ed Banger Records sortie en 2008.
- Un featuring avec Mr. Oizo pour le titre Steroids, disponible sur l'album Lambs Anger puis sur l'EP Pourriture dans une version remixée par lui-même. (novembre 2008).
- Le titre Walk of Shame qui fut notamment remixé par le DJ Plaisir de France[13].
- Uffie fait une apparition sur le titre Babygirl[14] de Charli XCX sur l'album Number 1 Angel sorti le 10 mars 2017.
- Elle collabore avec Galantis sur leur chanson Spaceship sortie en 2018.
- Uffie pose sa voix sur le single Paris du rappeur américain Sherif en 2019.
- La chanson Drinks de CYN fut remixée par Uffie pour l'EP The Mixed Drinks Collection (2020).
- Uffie interprète les vocaux de la chanson Serotonin Moonbeams de The Blessed Madonna, sortie en 2022.

### Samples
- La chanson Pop the Glock contient un sample de Top Billin' d'Audio Two
- La chanson Sex Dreams and Denim Jeans contient un sample de Rock & Roll du Velvet Underground